# 尚梅南
峯間聞得大君（？—1577年11月6日），號梅南，是琉球國第二尚氏王朝的王族。她是尚維衡（浦添王子朝滿）的長女。其母吳氏思乙金按司（號圭臺）是吳起良（花城親方宗義）之女。
她繼音智殿茂金（月清）之後，出任第二代聞得大君。萬曆五年丁丑九月二十七日（1577年11月6日）卒，葬於玉陵。未婚，無嗣。後來她的父親尚維衡的遺骨被尚清王遷葬到玉陵，與她的遺骨安置在同一個石廚子之內。